# Sunakothi
Sunakothi (nep. सुनाकोठी) – gaun wikas samiti w środkowej części Nepalu w strefie Bagmati w dystrykcie Lalitpur. Według nepalskiego spisu powszechnego z 2001 roku liczył on 1149 gospodarstw domowych i 6199 mieszkańców (3164 kobiet i 3035 mężczyzn).